# 洛斯帕爾米托斯
洛斯帕爾米托斯是哥倫比亞的城鎮，位於該國北部，由蘇克雷省負責管轄，面積204平方公里，海拔高度182米，2005年人口18,344，人口密度每平方公里89.92人。

## 外部連結
- （西班牙文） Gobernacion de Sucre - Los Palmitos
- （西班牙文） Los Palmitos official website （页面存档备份，存于）

9°22′52″N 75°16′17″W / 9.38111°N 75.2714°W